# Alexander Lippisch
Alexander Martin Lippisch (Munique, Alemanha, em 2 de novembro de 1894 - Cedar Rapids, Iowa, EUA, em 11 de Fevereiro de 1976) foi um pioneiro alemão da aerodinâmica. Fez importantes contribuições para o desenvolvimento das asas voadoras, das asas em formato de delta e para a compreensão do efeito solo. 

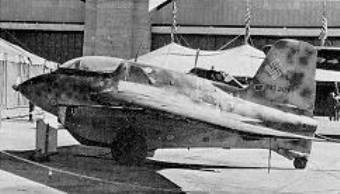
Messerschmitt Me 163, projetado por Alexander Lippisch.

Seus projetos mais famosos foram: o Messerschmitt Me 163:174 um caça interceptador com motor de foguete, empregado pela Luftwaffe durante a Segunda Guerra Mundial e o Aeródino Dornier.